# Asesinato de Valeria Márquez
El asesinato de Valeria Márquez fue perpetrado el martes 13 de mayo de 2025, durante una transmisión en directo en la plataforma TikTok. La muerte fue ocasionada debido a los disparos realizados por un sujeto armado que ingresó al salón de belleza en Zapopan, Jalisco, según la Fiscalía del Estado de Jalisco y los registros en video del ataque, cuando Márquez se encontraba transmitiendo en vivo desde su establecimiento Blossom The Beauty Lounge.
Valeria Márquez (14 de febrero de 2002-Zapopan, Jalisco, 13 de mayo de 2025) fue una modelo e influencer mexicana que adquirió notoriedad en redes sociales como TikTok e Instagram, donde compartía contenido relacionado con maquillaje, estética y estilo de vida. Fue ganadora del certamen Miss Rostro 2021 y propietaria del salón Blossom The Beauty Lounge. Fue declarada muerta a su llegada a los servicios de emergencia, donde el personal médico indicó que las heridas recibidas, principalmente en el rostro y tórax, provocaron una pérdida masiva de sangre. Poco después, la noticia de su muerte se difundió ampliamente en medios de comunicación y redes sociales, lo que generó una fuerte reacción pública y manifestaciones de repudio en distintas plataformas digitales.

## Acontecimientos
En la tarde del martes 13 de mayo de 2025, la influencer y empresaria mexicana Valeria Márquez, de 23 años y originaria del estado de Jalisco, realizaba una transmisión en vivo a través de TikTok desde su salón de belleza, Blossom The Beauty Lounge. El establecimiento, ubicado en un centro comercial de la colonia Real del Carmen, en el municipio de Zapopan, parte del área metropolitana de Guadalajara.
Durante la transmisión, Márquez expresó sospechas sobre un regalo costoso que estaba por recibir y comentó: «Yo creo que ya me voy a ir», lo que generó preocupación entre sus seguidores. Una mujer que la acompañaba le explicó que un supuesto repartidor intentó entregarle un paquete, pero al no encontrarla, indicó que regresaría en una hora. Minutos después, alrededor de las 18:30 horas, un hombre a bordo de una motocicleta llegó al lugar, preguntó directamente por ella, ingresó al local, le entregó primero un café de Starbucks rosa, al rato nuevamente llega otro repartidor con un peluche,y por último, llegaría un repartidor que volvería a preguntar por su nombre, ella quitaría el micrófono en el live y posteriormente fue disparada al menos tres veces, provocando su muerte de forma inmediata. La misma mujer (trabajadora de Valeria) presente en el lugar fue quien interrumpió la transmisión en vivo desde la cuenta de TikTok de la víctima.

## Reacción
Poco después del ataque, la noticia se propagó rápidamente por redes sociales y medios de comunicación locales, que informaron sobre el tiroteo en un salón de belleza de Zapopan. Debido a que los hechos ocurrieron mientras Valeria Márquez realizaba una transmisión en vivo por TikTok, aproximadamente más de 15 mil personas fueron testigos del momento del asesinato en tiempo real.  Debido a esto, el video fue resubido en distintas plataformas hasta ser eliminado por violar las normas de contenido.
El salón de belleza donde ocurrió el crimen fue clausurado temporalmente mientras se realizaban las diligencias. Afuera del local, personas cercanas y clientes dejaron flores y mensajes en homenaje a Valeria. Entre estos regalos dedicatorios en homenaje dejados a las afueras del local donde falleció Valeria, el que más destacó fue un polémico mensaje puesto encima de un ramo de rosas que decía «perdón». La Fiscalía local empezó una investigación para saber si el mensaje fue «colocado por un perpetuador o fue una broma de mal gusto por parte de un civil». Algún tiempo después de su entierro, su supuesta «tumba fue vandalizada».
La Fiscalía de Jalisco declaró que se trataba de un caso prioritario, mientras que el gobernador del estado expresó sus condolencias a la familia y se comprometió a seguir de cerca la investigación. Por su parte, colectivos de mujeres convocaron a una marcha en Guadalajara para exigir justicia y visibilizar la creciente violencia contra mujeres jóvenes en el país.
La presidenta de México, Claudia Sheinbaum, mediante una edición de Las Mañaneras del Pueblo, envió sus condolencias a la familia de la víctima y mencionó que «el gabinete de seguridad está trabajando de forma coordinada con la Fiscalía para esclarecer el móvil del homicidio y garantizar justicia» y que hay «una investigación, se está trabajando para poder encontrar a los responsables y el móvil de por qué fue esta situación».